# Louis-Félix Amiel
Louis-Félix Amiel (Castelnaudary, 3 de marzo de 1802-Joinville-le-Pont, 4 de febrero de 1864) fue un pintor francés, reconocido principalmente por sus retratos de figuras históricas de la Edad Media.

## Biografía

### Familia
Louis-Félix Amiel nació el 3 de marzo de 1802 en Castelnaudary, hijo de Jean-Baptiste Amiel y Jeanne Crusol. Su padre, Jean-Baptiste, fue electo concejal municipal de Joinville-le-Pont en 1837. Su hermano, Charles fue también electo a dicho cargo en 1846 y luego en 1865.

### Educación
En 1823, Amiel ingresó a la Escuela de Bellas Artes de París. De 1823 a 1825 estudió en el taller del barón Antoine-Jean Gros especializándose en el retrato.

### Carrera
Hacia 1837, Amis y otros artistas fueron contratados por el rey Luis Felipe I, quien les encargó cuadros de los monarcas franceses de la Edad Media, quienes carecen de retratos contemporáneos, con el fin de exhibirlos en el Palacio de Versalles, el cual Luis Felipe había convertido en el Museo de la Historia de Francia. Amis retrató a Pipino el Breve, Carlomagno, Luis el Tartamudo, Carlos el Gordo, Luis el Holgazán y Felipe Augusto.
Fue premiado con una medalla de segunda clase en el Salón de París de 1833. Participó en el Salón de París hasta 1849 y tuvo un taller en el VI distrito de París. El Museo nacional de bellas artes de Quebec exhibe un cuadro suyo, La llegada de Jacques Cartier a Quebec, realizado entre 1835 y 1860.

### Últimos años y muerte
Amiel se asentó en Joinville-le-Pont, suburbio de París, junto a su familia. Allí murió el 4 de febrero de 1864, soltero y pensionado.

## Galería

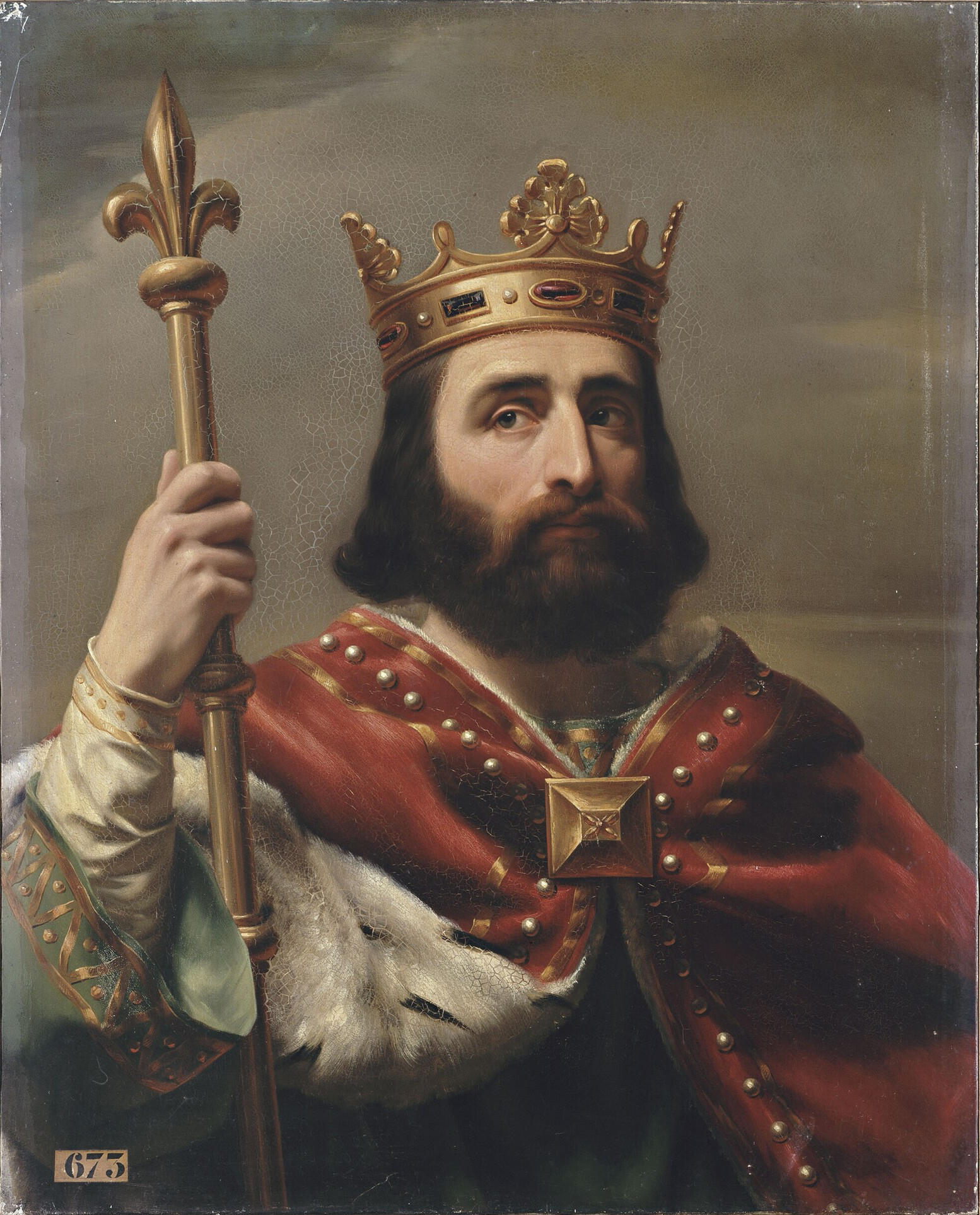
Pépin III, dit Le Bref, Roi des Francs, 1837. Pipino el Breve fue rey de los francos de 751 a 768.
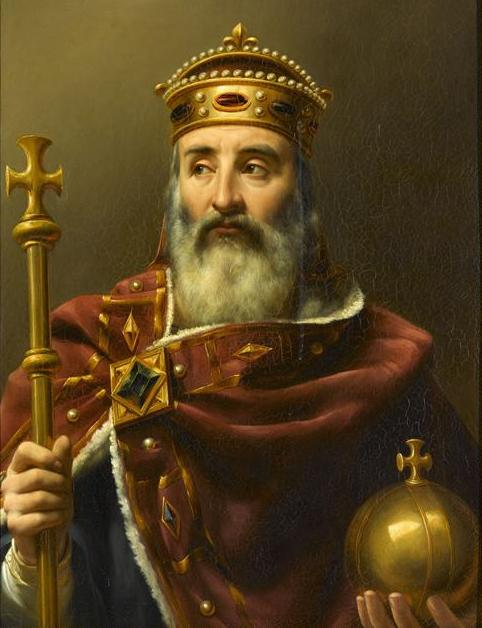
Charlemagne empereur d'Occident, 1837 o 1839. Carlomagno fue rey de los francos de 768 a 814.
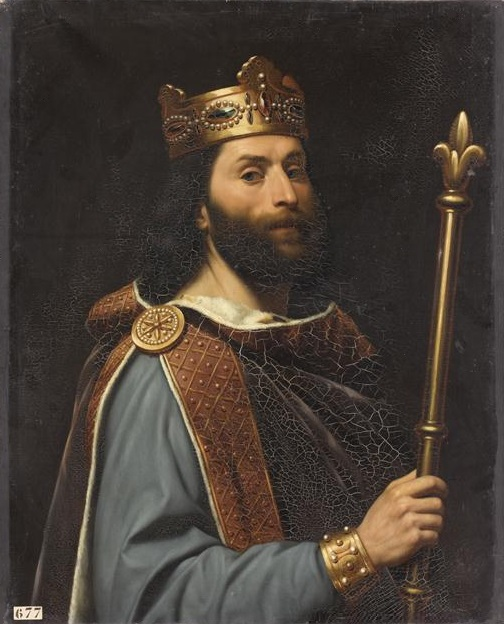
Louis II, dit Le Bègue, 1837. Luis el Tartamudo fue rey de Francia Occidental de 877 a 879.
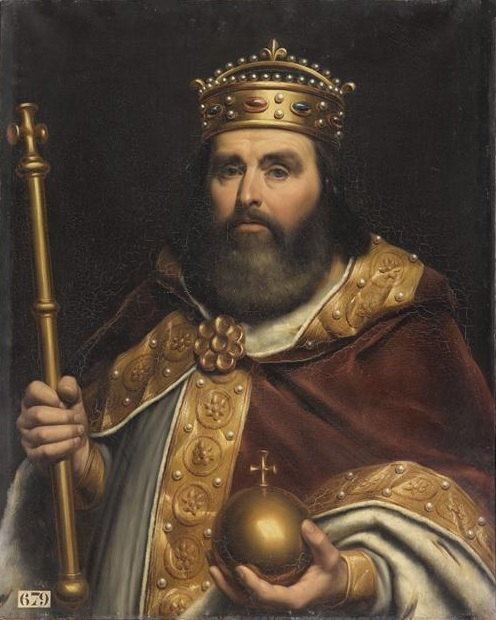
Charles III, dit Le Gros, 1837. Carlos el Gordo fue rey de Francia Occidental de 884 a 887.
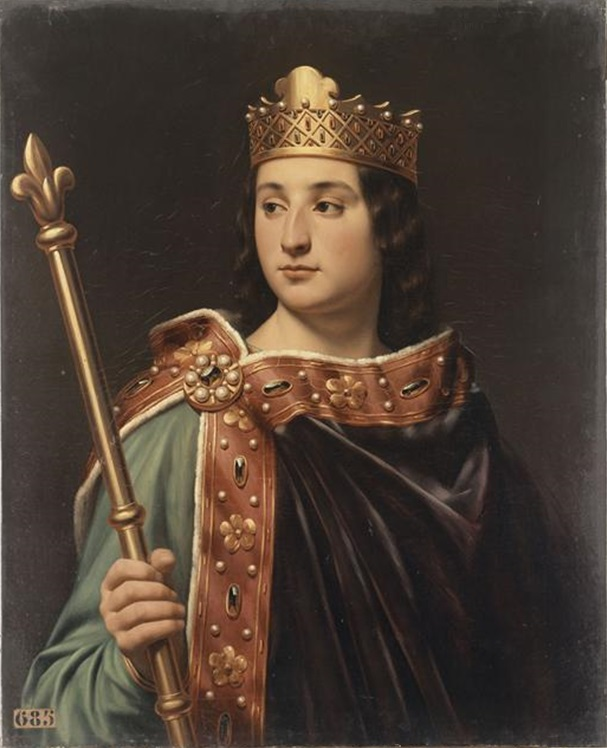
Louis V, dit le Fainéant, 1837. Luis V fue rey de Francia Occidental de 986 a 987.
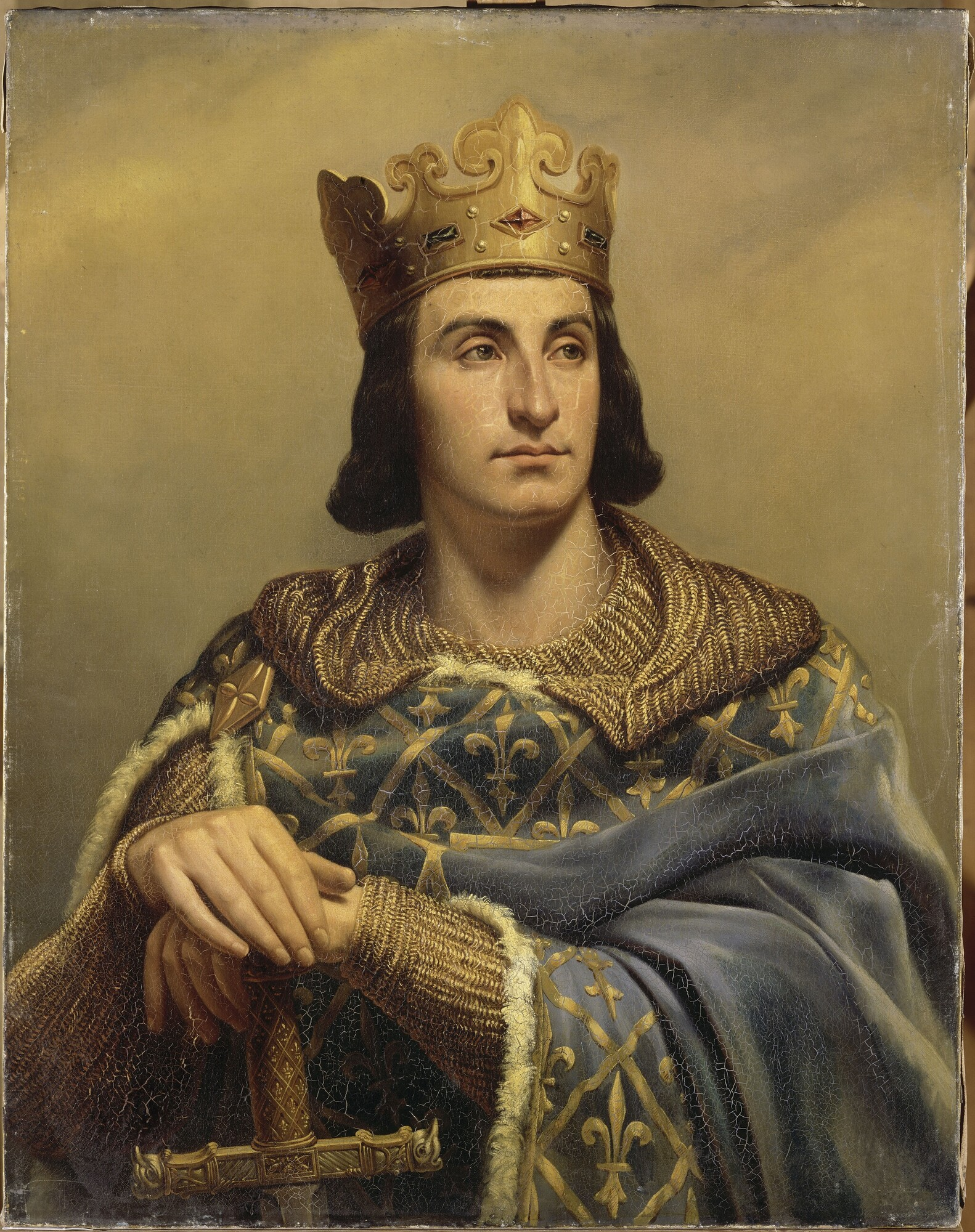
Philippe II, dit Philippe-Auguste, Roi de France, 1837. Felipe II fue rey de Francia de 1180 a 1223.